# Çanakkale (Provinz)
Çanakkale ist eine Provinz der Türkei. Ihre Hauptstadt ist die Stadt Çanakkale.
Die Provinz erstreckt sich über die Halbinsel Gelibolu im europäischen Ostthrakien bis ins asiatische Kleinasien, die durch die Dardanellen (Çanakkale Boğazı) voneinander getrennt sind. Sie gehört zur Marmararegion. Der europäische Teil grenzt im Norden an die Provinzen Edirne und Tekirdağ, der asiatische Teil grenzt im Südosten an die Provinz Balıkesir.
Zur Provinz gehören auch die Inseln Gökçeada (Imbros) und Bozcaada (Tenedos).
Auf der Halbinsel Gelibolu ereignete sich die Schlacht von Gallipoli.

## Verwaltungsgliederung
Die Provinz Çanakkale gliedert sich in zwölf Landkreise:
| Kreis- code 1        | Landkreis (İlçe)     | Fläche 2 (km²) | Bevölkerung (2020) 3 | Bevölkerung (2020) 3       | Anzahl der Einheiten   | Anzahl der Einheiten  | Anzahl der Einheiten | Bevölke- rungs- dichte (Ew./km²) | städt. Anteil (in %) | Sex Ratio 4 | Grün- dungs- datum 5, 6 |
| Kreis- code 1        | Landkreis (İlçe)     | Fläche 2 (km²) | Landkreis (İlçe)     | Verwal- tungssitz (Merkez) | Gemein- den (Belediye) | Stadt- viertel (Mah.) | Dörfer (Köy)         | Bevölke- rungs- dichte (Ew./km²) | städt. Anteil (in %) | Sex Ratio 4 | Grün- dungs- datum 5, 6 |
| -------------------- | -------------------- | -------------- | -------------------- | -------------------------- | ---------------------- | --------------------- | -------------------- | -------------------------------- | -------------------- | ----------- | ----------------------- |
| 1160                 | Ayvacık              | 880            | 33.751               | 9.343                      | 2                      | 6                     | 64                   | 38,4                             | 58,58                | 994         | 1928                    |
| 1180                 | Bayramiç             | 1.204          | 29.302               | 15.643                     | 1                      | 4                     | 75                   | 24,3                             | 53,39                | 1032        |                         |
| 1190                 | Biga                 | 1.310          | 90.276               | 55.975                     | 3                      | 14                    | 108                  | 68,9                             | 67,44                | 999         |                         |
| 1205                 | Bozcaada             | 37             | 3.052                | 3.052                      | 1                      | 2                     | 1                    | 82,5                             | 100,00               | 833         |                         |
| 1229                 | Çan                  | 905            | 48.376               | 30.778                     | 2                      | 9                     | 65                   | 53,4                             | 67,50                | 996         | 1945                    |
| 1293                 | Eceabat              | 430            | 8.863                | 5.726                      | 1                      | 2                     | 12                   | 20,6                             | 64,61                | 976         |                         |
| 1326                 | Ezine                | 727            | 30.723               | 13.617                     | 2                      | 7                     | 49                   | 42,3                             | 56,05                | 999         |                         |
| 1340                 | Gelibolu             | 823            | 43.581               | 31.041                     | 3                      | 10                    | 26                   | 52,9                             | 79,28                | 923         | 1926                    |
| 1408                 | Gökçeada             | 282            | 10.106               | 7.429                      | 1                      | 5                     | 9                    | 35,8                             | 73,51                | 757         |                         |
| 1503                 | Lapseki              | 821            | 28.313               | 14.331                     | 3                      | 6                     | 40                   | 34,5                             | 72,37                | 1001        |                         |
| 1230                 | Merkez Çanakkale     | 1.016          | 184.184              | 134.478                    | 2                      | 10                    | 52                   | 181,3                            | 90,75                | 1019        |                         |
| 1722                 | Yenice               | 1.381          | 31.023               | 7.789                      | 2                      | 6                     | 76                   | 22,5                             | 32,84                | 1015        | 1936                    |
| PROVINZ 17 Çanakkale | PROVINZ 17 Çanakkale | 9.817          | 541.548              |                            | 23                     | 81                    | 577                  | 55,3                             | 72,89                | 995         |                         |

## Bevölkerung

### Ergebnisse der Bevölkerungsfortschreibung
Nachfolgende Tabelle zeigt die jährliche Bevölkerungsentwicklung am Jahresende nach der Fortschreibung durch das 2007 eingeführte adressierbare Einwohnerregister (ADNKS). Zusätzlich sind die Bevölkerungswachstumsrate und das Geschlechterverhältnis (Sex Ratio d. h. Anzahl der Frauen pro 1000 Männer) aufgeführt.

Der Zensus von 2011 ermittelte 489.298 Einwohner, das sind ca. 24.000 Einwohner mehr als zum Zensus 2000.

| Jahr  | Bevölkerung am Jahresende | Bevölkerung am Jahresende | Bevölkerung am Jahresende | Wachstums- rate der Be- völkerung (in %) | Geschlechter verhältnis (Frauen auf 1000 Männer) | Rang (unter den 81 Provinzen) |
| Jahr  | gesamt                    | männlich                  | weiblich                  | Wachstums- rate der Be- völkerung (in %) | Geschlechter verhältnis (Frauen auf 1000 Männer) | Rang (unter den 81 Provinzen) |
| ----- | ------------------------- | ------------------------- | ------------------------- | ---------------------------------------- | ------------------------------------------------ | ----------------------------- |
| 2020  | 541.548                   | 271.456                   | 270.092                   | −0,11                                    | 995                                              | 40                            |
| 2019  | 542.157                   | 272.097                   | 270.060                   | 0,28                                     | 993                                              | 39                            |
| 2018  | 540.662                   | 273.092                   | 267.570                   | 1,93                                     | 980                                              | 39                            |
| 2017  | 530.417                   | 269.160                   | 261.257                   | 2,04                                     | 971                                              | 40                            |
| 2016  | 519.793                   | 262.288                   | 257.505                   | 1,26                                     | 982                                              | 42                            |
| 2015  | 513.341                   | 259.721                   | 253.620                   | 0,30                                     | 977                                              | 41                            |
| 2014  | 511.790                   | 259.655                   | 252.135                   | 1,88                                     | 971                                              | 41                            |
| 2013  | 502.328                   | 254.800                   | 247.528                   | 1,75                                     | 971                                              | 41                            |
| 2012  | 493.691                   | 250.633                   | 243.058                   | 1,49                                     | 970                                              | 41                            |
| 2011  | 486.445                   | 249.088                   | 237.357                   | −0,81                                    | 953                                              | 41                            |
| 2010  | 490.397                   | 254.579                   | 235.818                   | 2,65                                     | 926                                              | 41                            |
| 2009  | 477.735                   | 243.643                   | 234.092                   | 0,62                                     | 961                                              | 42                            |
| 2008  | 474.791                   | 242.471                   | 232.320                   | −0,28                                    | 958                                              | 42                            |
| 2007  | 476.128                   | 244.613                   | 231.515                   | −                                        | 946                                              | 41                            |
| 20001 | 464.975                   | 215.571                   | 249.404                   |                                          | 1157                                             | 43                            |

1 Zensus 2000

### Volkszählungsergebnisse
Nachfolgende Tabellen geben den bei den 14 Volkszählungen dokumentierten Einwohnerstand der Provinz Çanakkale wieder.
Die Werte der linken Tabelle sind E-Books (der Originaldokumente) entnommen, die Werte der rechten Tabelle entstammen der Datenabfrage des Türkischen Statistikinstituts TÜIK – abrufbar über diese Webseite:
| Jahr | Bevölkerung | Bevölkerung | Rang |
| Jahr | Provinz     | Türkei      | Rang |
| ---- | ----------- | ----------- | ---- |
| 1927 | 181.735     | 13.648.270  | 35   |
| 1935 | 222.792     | 16.158.018  | 37   |
| 1940 | 304.588     | 17.820.950  | 24   |
| 1945 | 317.254     | 18.790.174  | 23   |
| 1950 | 289.429     | 20.947.188  | 36   |
| 1955 | 311.456     | 24.064.763  | 36   |
| 1960 | 337.610     | 27.754.820  | 38   |

| Jahr | Bevölkerung | Bevölkerung | Rang |
| Jahr | Provinz     | Türkei      | Rang |
| ---- | ----------- | ----------- | ---- |
| 1965 | 350.317     | 31.391.421  | 39   |
| 1970 | 360.764     | 35.605.176  | 42   |
| 1975 | 369.385     | 40.347.719  | 44   |
| 1980 | 391.568     | 44.736.957  | 44   |
| 1985 | 417.121     | 50.664.458  | 46   |
| 1990 | 432.263     | 56.473.035  | 45   |
| 2000 | 464.975     | 67.803.927  | 43   |

Anzahl der Provinzen bezogen auf die Censusjahre:
- 1927, 1940 bis 1950: 63 Provinzen
- 1935: 57 Provinzen
- 1955: 67 Provinzen
- 1960 bis 1985: 73 Provinzen
- 1990: 73 Provinzen
- 2000: 81 Provinzen

## Sehenswürdigkeiten
In der Provinz, zu der auch die antike Landschaft Troas gehört, liegen mehrere Sehenswürdigkeiten:
- der Historische Nationalpark Troja mit der antiken Stadt Troja
- die antike Stadt Assos
- im antiken Ort Chryse der Tempel des Apollon Smintheus
- die antike Stadt Alexandria Troas
- der westlichste Punkt des kleinasiatischen Festlands Kap Baba bei Babakale
- das Troya Müzesi, in dem Fundstücke aus Troja und anderen Orten der Troas ausgestellt sind
- auf der Halbinsel Gelibolu im europäischen Teil der Provinz liegen verschiedene Gedenkstätten, die an die  Kämpfe während des Ersten Weltkriegs erinnern (Historischer Nationalpark Gelibolu-Halbinsel mit dem Denkmal Çanakkale Şehitleri Anıtı)